# Oleg Vinogradov
Oleg Mikhaïlovitch Vinogradov (en russe : Олег Михайлович Виноградов) est un danseur, chorégraphe et maître de ballet russe né à Léningrad le 1er août 1937.
Élève de l'école de danse de Léningrad, il devient danseur de caractère à Novossibirsk de 1958 à 1965, où il monte ses premiers ballets qui font forte impression sur les jeunes chorégraphes russes. Engagé comme chorégraphe au Kirov (devenu par la suite Théâtre Mariinsky) de 1968 à 1972, puis au Théâtre Maly de 1973 à 1977, il est nommé chorégraphe en chef au Kirov en 1977.
En 1978, il réalise une version du ballet Paquita pour le Ballet du Kirov qui sera dansée à l'Opéra de Paris entre 1980 et 2001.
Auteur de nombreux ballets, il invite aussi d'autres chorégraphes à étoffer le répertoire du Kirov, tels que George Balanchine, Jerome Robbins, Roland Petit ou Maurice Béjart.
Accusé de corruption, il est forcé de quitter son poste fin 1995 et est remplacé par Makharbek Vaziev.

## Note
1. ↑  Article du New York Times du 3 octobre 1995.